# Thrypticocirrus
Thrypticocirrus is een mosdiertjesgeslacht uit de  familie van de Smittinidae en de orde Cheilostomatida

## Soorten
- Thrypticocirrus contortuplicata (Calvet, 1909)
- Thrypticocirrus monomorpha (Gordon, 1984)
- Thrypticocirrus phylactelloides (Calvet, 1909)
- Thrypticocirrus rogickae Hayward & Thorpe, 1988